# Simon Peak, Antarktis
Simon Peak är en bergstopp i Antarktis. Den ligger i Västantarktis. Argentina, Chile och Storbritannien gör anspråk på området. Toppen på Simon Peak är 1 087 meter över havet.
Terrängen runt Simon Peak är kuperad västerut, men österut är den bergig. Havet är nära Simon Peak åt sydväst. Trakten är obefolkad. Det finns inga samhällen i närheten.